# Dinjapyx
Famille
Genre
Synonymes
- Leipojapyx Smith, 1959

Dinjapyx est un genre de diploures, le seul de la famille des Dinjapygidae, il comporte sept espèces sud-américaines.

## Liste des espèces
- Dinjapyx barbatus Silvestri, 1930
- Dinjapyx manni Silvestri, 1948
- Dinjapyx marcusi Silvestri, 1948
- Dinjapyx michelbacheri (Smith, 1959)
- Dinjapyx rossi (Smith, 1959)
- Dinjapyx weyrauchi González, 1964

## Référence
- Womersley, 1939 : Diplura. Primitive Insects of South Australia. Silverfish, springtails and their allies, p. 45–77.